# S:t Lars kyrka, Storkyro
S:t Lars kyrka i  Storkyro i Österbotten i Finland är också känd som Storkyro gamla kyrka. Stenkyrkan byggdes mellan åren 1513 - 1533. Tidigare dateringar har förlagt kyrkan till 1300-talet.

## Tidigare kyrkor
Enligt traditionen var det munkar som byggde den första träkyrkan. Ordet munkar blev enligt folkmun uttrycket för den katolska tiden. I verkligheten var det sockenborna som byggde kyrkan. Man har talat om årtalet 1304 som byggnadsår, men kyrkan kan också ha kommit till i slutet av 1200-talet.

## Kyrkobyggnaden
Sakristian på den norra sidan är kyrkans äldsta del. den uppfördes i anslutning till den tidigare träkyrkan på sommaren 1514. Under golvet har man funnit grunderna för ett altare.
År 1520 ersattes träkyrkan av ett långhus (kyrka) av sten. Vapenhuset på södra sidan blev klart strax efter att långhuset blivit klart, senast i början av 1530-talet. På grund av den ekonomiska stagnationen efter reformationen kunde planerna på stenvalv aldrig genomföras.
Långhuset mäter 33x11,3 meter. Väggarna är 1,6–2 meter tjocka och de är i medeltal 6,2 meter höga. Det höga spåntaket är 23,8 meter högt. Fönstren på sydväggen och i den östra gaveln förstorades 1707 och ett nytt fönster på norra väggen togs upp. År 1752 byggdes också läktaren.

## Kalkmålningar
Kyrkoherde Jakob Geet betalade 1560 för kalkmålningarna. Kalkmålningarna innehåller 114 bilder i tre rader. Den översta raden avbildar händelser från Gamla Testamentet. den mellersta raden  om Jesu liv och den nedersta helgernas evanglietexter. Ovanför altaret finns de dödas uppståndelse avbildad. Kyrkoherde Jakob Geet hörde också till de präster som tog i bruk Juhan den III:s liturgi.Kyrkoherde Isak Brenner ansåg att bilderna var för primitiva och lät kalka över dem. De togs fram först 1885. Då revs läktaren och läktarskranket med bilder av apostlarna finns nu på den södra väggen.

### Inventarier
Till de äldsta föremålen hör helgonstatyerna av kyrkans skyddshelgon S:t Lars, av en munk samt en separat staty av jungfru Maria från 1400-talet. Ungefär samtida är den korsfäste Kristus som i dag finns på predikstolshimmeln. Ursprungligen fanns den ovanför korporten.
Betydelsefull är statyn från 1400-talet av biskop Henrik och bonden Lalli. Den är ett arbete från Danzig.
En staty av S:t Göran och draken finns i den västra gaveln.
På båda sidorna om korfönstret finns helgonskåp. Det vänstra skåpet är jungfru Marias och det högra tillägnas Treenigheten eller Nådastolen. De dateras till 1500-talets Lybeck.
Epitafiet över kyrkoherde Israel Alfthans familj är från 1681. Kyrkan på tavlan visar kyrkan i dess dåvarande skepnad. 
Kyrkan inreddes i rokoko under 1770-talet. Abraham Runström från Ilmola snickrade predikstol och altarskranket. De målades av Johan Alm från Vasa.

## Område av riksintresse
De båda kyrkorna och prästgården ingår i byggda miljöer av riksintresse.